# Prefettura apostolica di Dessiè
La prefettura apostolica di Dessiè (in latino Praefectura Apostolica de Dessie) è una sede soppressa della Chiesa cattolica.

## Storia
La prefettura apostolica di Dessiè fu eretta il 25 marzo 1937 con la bolla Quo in Aethiopiae di papa Pio XI, ricavandone il territorio dal vicariato apostolico di Abissinia, contestualmente soppresso. L'erezione della nuova circoscrizione ecclesiastica si inserì nel più vasto progetto di riorganizzazione della Chiesa cattolica in Etiopia dopo la conquista italiana.
Essa comprendeva i commissariati di Uollo e Debre Berhan nella parte orientale del governatorato di Amara. La missione fu affidata ai frati minori italiani delle province di Assisi e di Venezia, che sostituivano i lazzaristi francesi, e come primo prefetto fu nominato padre Costanzo Bergna, originario di Cantù.
Lo scoppio della seconda guerra mondiale, l'occupazione britannica (Dessiè fu presa il 26 aprile 1941), e la partenza forzata degli italiani verso l'Eritrea, mise fine all'attività dei missionari. Ad eccezione di 4 frati, anche il personale missionario dovette evacuare e trasferirsi a Addis Abeba, nel mese di novembre 1941; qui troverà la morte il prefetto Bergna. Nel maggio del 1942 anche gli ultimi missionari e religiose rimaste dovettero lasciare definitivamente Dessiè.
Il 20 febbraio 1961 la prefettura apostolica, che era vacante dal 1941, fu di fatto soppressa e il suo territorio, in forza della bolla Quod Venerabiles di papa Giovanni XXIII, divenne parte integrante dell'arcieparchia di Addis Abeba.

## Cronotassi dei prefetti
- Costanzo Bergna, O.F.M. † (28 luglio 1937 - 12 dicembre 1941 deceduto)
  - Sede vacante (1941-1961)

## Statistiche
La diocesi al termine dell'anno 1950 contava 250 battezzati.
| anno | popolazione | popolazione | popolazione | presbiteri | presbiteri | presbiteri | presbiteri                | diaconi | religiosi | religiosi | parrocchie |
| anno | battezzati  | totale      | %           | numero     | secolari   | regolari   | battezzati per presbitero | diaconi | uomini    | donne     | parrocchie |
| ---- | ----------- | ----------- | ----------- | ---------- | ---------- | ---------- | ------------------------- | ------- | --------- | --------- | ---------- |
| 1950 | 250         | ?           | ?           | 3          | 3          | 0          | 83                        |         |           |           | 2          |